# Jimmy Boyd (Schauspieler)
Jimmy Devon Boyd (geb. 9. Januar 1939 in McComb, Mississippi; gest. 7. März 2009 in Santa Monica, Kalifornien) war ein US-amerikanischer Sänger, Musiker und Schauspieler, der mit dem Song I Saw Mommy Kissing Santa Claus bekannt wurde.

## Leben

### Jugend
Boyd wurde in McComb, Mississippi geboren. Seine Eltern waren Leslie und Winnie Boyd. Sein Vater war ein Farmer, der sich auch als Baumwollpflücker verdingte um die Familie über Wasser zu halten. Er schickte seine Frau Winnie sowie Jimmy und einen von dessen Brüdern mit dem Zug nach Riverside, Kalifornien, als Jimmy zwei Jahre alt war.

### „I Saw Mommy Kissing Santa Claus“
Boyd nahm 1952 für Columbia Records den Song I Saw Mommy Kissing Santa Claus auf; da war er erst 13 Jahre alt. Das Lied wurde ein Hit; allein in der ersten Woche nach Veröffentlichung wurde eine halbe Million Schallplatten verkauft und Boyd wurde international bekannt. Boyd erhielt zwei Goldene Schallplatten. Am folgenden Weihnachtsfest erreichte sein Song erneut die Erstplatzierung in den Charts und ist weiterhin ein gern gekaufter Song zu Weihnachten. Insgesamt beliefen sich die Verkaufszahlen bis 1966 auf mehr als 11 Millionen Exemplare.
Boyd hatte Pferde; daher schenkte Columbia ihm einen silberbeschlagenen Sattel. Der Sattel hatte eine Plakette mit der Beschriftung: Presented by Columbia Records to Jimmy Boyd commemorating his 3,000,000 record of „I Saw Mommy Kissing Santa Claus“ (überreicht von Columbia Records an Jimmy Boyd zur Feier seiner 3.000.000. Schallplatte von „Ich sah Mami Santa Claus küssen“). Zur Erstveröffentlichung verurteilte die katholische Erzdiözese von Boston den Song für die mögliche sexuelle Konnotation im Zusammenhang mit dem religiösen Fest und Radiostationen in mehreren Gebieten verbannten es aus dem Programm. 
Boyd machte weltweit Schlagzeilen, als er daraufhin nach Boston fuhr, um zu erklären, dass in dem Lied natürlich Santa Claus und der Vater derselbe Mann seien. Zum folgenden Weihnachtsfest wurde der Bann aufgehoben.

### Weitere Aufnahmen
Von den weiteren Aufnahmen von Jimmy Boyd ist wenig erhalten. Ein Auftritt mit Betty White in der The Betty White Show Mitte der 1950er findet sich bei YouTube.

## Familie
1960 heiratete Boyd die Schauspielerin Yvonne Craig (Das Batgirl aus der Fernsehserie.). 1962 wurden sie wieder geschieden. Boyd heiratete ein zweites Mal 1980, Anne Forrey Boyd. Das Paar hatte einen Sohn, trennte sich aber 1984 wieder. Boyd blieb daraufhin Single bis zu seinem Tod. Auf die Frage: „Was war das aufregendste, das dir jemals passiert ist?“ („What’s the most exciting thing that ever happened to you?“) antwortete er: „Die Geburt meines Sohnes“.
Jimmy Boyd starb 2009 im Alter von 70 Jahren an Krebs.

## Ehrungen
Boyd erhielt 1959 einen Stern am Hollywood Walk of Fame (7021 Hollywood Blvd.). Damit wurde Boyd mit 20 Jahren der seinerzeit jüngste Geehrte. Erst 45 Jahre später brachen die Zwillinge Mary-Kate und Ashley Olsen (mit 18 Jahren) den Rekord im Jahr 2004.

## Filmografie (Auswahl)
- 1952: Space Patrol (Fernsehserie, Folge 2x34)
- 1954: Racing Blood
- 1957–1958: Date With The Angels (Fernsehserie, 3 Folgen)
- 1958–1962: Bachelor Father (Fernsehserie, 38 Folgen)
- 1960: Insel der Sadisten (Platinum High School)
- 1960: Wer den Wind sät (Inherit the Wind)
- 1960: Der Spätzünder (High Time)
- 1961: The Two Little Bears
- 1964: Meine drei Söhne (My Three Sons, Fernsehserie, Folge 4x30)
- 1964–1965: Broadside (Fernsehserie, 32 Folgen)
- 1967: Batman (Fernsehserie, Folge 3x07)
- 1970: Norwood
- 1975: That's the Way of the World
- 1977: Das Cherry-Street-Fiasko (Contract on Cherry Street, Fernsehfilm)
- 1978: Das Teufelscamp (Mean Dog Blues)
- 1983: Projekt Brainstorm (Brainstorm)